# Прилісненська сільська територіальна громада
Прилісненська сільська територіальна громада — територіальна громада в Україні, в Камінь-Каширському районі Волинської області. Адміністративний центр — село Прилісне.
Площа громади — 391,46 км², населення — 5746 мешканців (2018).
Утворена 26 липня 2016 року шляхом об'єднання Галузійської, Городоцької, Карасинської, Лишнівської, Прилісненської та Серхівської сільських рад Маневицького району.
Перспективним планом формування громад Волинської області від 2020 року передбачено приєднання до складу громади Новочервищанської та Тоболівської сільських рад Камінь-Каширського району.
19 липня 2020 року, в результаті адміністративно-територіальної реформи та ліквідації Маневицького району, громада увійла до складу Камінь-Каширського району.

## Населені пункти
До складу громади входять 11 сіл: Галузія, Городок, Замостя, Карасин, Лишнівка, Нові Червища, Прилісне, Рудка-Червинська, Серхів, Старі Червища та Тоболи.

## Географія
Водойми на території, підпорядкованій громаді: озеро Глинське.

## Соціальна сфера
Станом на 2017 рік в підпорядкуванні громади перебували 7 фельдшерсько-акушерських пунктів, поліклініка, станція швидкої медичної допомоги, 7 шкіл, дитячий садок та 7 закладів культури.